# Vuelta al Táchira 2013
La 48ª edición de la Vuelta al Táchira se disputó desde el 11 hasta el 20 de enero de 2013.
Perteneció al UCI America Tour 2012-2013 y fue la séptima competición del calendario ciclista internacional americano. El recorrido contó con 10 etapas y 1260 km, transitando por los estados Barinas y Táchira.
El ganador fue el venezolano Yeisson Delgado del equipo Kino Táchira - Drodínica,  quien fue escoltado en el podio por José Chacón y Carlos Gálviz.
Las clasificaciones secundarias fueron; Yosvangs Rojas ganó la clasificación por puntos, Manuel Medina la montaña, el sprints para Johan Páez, el sub-23 para Jhorman Flores y la clasificación por equipos la ganó Kino Táchira - Drodínica.

## Equipos participantes
Participaron 16 equipos conformados por entre 6 y 8 corredores, de los cuales once fueron venezolanos y cinco extranjeros con equipos de Países Bajos, Italia, Colombia Paraguay y España. Iniciaron la carrera 109 ciclistas de los que finalizaron 66.
| - Lotería del Táchira - Cauchos Guayana - Gobernación de Barinas - Fundación José Gregorio Hernández - Pdvsa - Café Flor de Patria - Gobernación del Zulia - Selección Nacional de Venezuela - Fegaven - PDVAL - Kino Táchira - Drodínica - Alcaldía de Libertad - Gobernación de Mérida - Metrosport - Fundación Zuliana de Ciclismo | - Global Cycling Team - Vini Fantini-Selle Italia - Colombia-Zero Stress - Start-Trigon Cycling Team - MMR Bike |

## Etapas
| Etapa | Fecha       | Recorrido                       | Km    | Ganador            | Líder           |
| 1ª    | 11 de enero | Circuito en Barinas - Barinitas | 137   | Yosvangs Rojas     | Yosvangs Rojas  |
| 2ª    | 12 de enero | Socopó - San Rafael del Piñal   | 168,7 | Michelle Merlo     | Yosvangs Rojas  |
| 3ª    | 13 de enero | Circuito en San Cristóbal       | 115,2 | Juan Murillo       | Juan Murillo    |
| 4ª    | 14 de enero | Bramón - Rubio                  | 97,3  | Maky Román         | Juan Murillo    |
| 5ª    | 15 de enero | Michelena - La Grita            | 133,5 | Gusneiver Gil      | Edwin Becerra   |
| 6ª    | 16 de enero | Las Mesas - San Juan de Colón   | 142,7 | Yosvangs Rojas     | Edwin Becerra   |
| 7ª    | 17 de enero | Coloncito - San Antonio         | 117,4 | Yeisson Delgado    | Juan Murillo    |
| 8ª    | 18 de enero | Ureña - Cerro El Cristo         | 126,8 | Manuel Medina      | Yeisson Delgado |
| 9ª    | 19 de enero | Táriba - Casa del Padre         | 114,2 | Manuel Medina      | Yeisson Delgado |
| 10.ª  | 20 de enero | Santa Ana - San Cristóbal       | 107,1 | Cristiano Monguzzi | Yeisson Delgado |

## Clasificaciones finales

### Clasificación general
| Posición | Ciclista         | Equipo                                | Tiempo     |
|          | Yeisson Delgado  | Kino Táchira - Drodínica              | 31:3:47    |
| 2º       | José Chacón      | Lotería del Táchira - Cauchos Guayana | + 00:00:51 |
| 3º       | Carlos Gálviz    | Fegaven - PDVAL                       | + 00:01:27 |
| 4º       | Manuel Medina    | Gobernación del Zulia                 | + 00:02:35 |
| 5º       | Edwin Becerra    | Gobernación del Zulia                 | + 00:02:38 |
| 6º       | Juan Murillo     | Kino Táchira - Drodínica              | + 00:02:46 |
| 7º       | José Alarcón     | Gobernación de Mérida                 | + 00:04:26 |
| 8º       | Jonathan Camargo | Kino Táchira - Drodínica              | + 00:04:30 |
| 9º       | Yosvangs Rojas   | Kino Táchira - Drodínica              | + 00:05:10 |
| 10º      | José Contreras   | Lotería del Táchira - Cauchos Guayana | + 00:05:35 |

### Clasificación por puntos
| Posición | Ciclista       | Equipo                                | Puntos |
|          | Yosvangs Rojas | Kino Táchira - Drodínica              | 96     |
| 2º       | José Chacón    | Lotería del Táchira - Cauchos Guayana | 83     |
| 3º       | Juan Murillo   | Kino Táchira - Drodínica              | 82     |

### Clasificación de la montaña
| Posición | Ciclista      | Equipo                | Puntos |
|          | Manuel Medina | Gobernación del Zulia | 35     |
| 2º       | Carlos Gálviz | Fegaven - PDVAL       | 39     |
| 3º       | Gusneiver Gil | Gobernación del Zulia | 24     |

### Clasificación Sprint
| Posición | Ciclista       | Equipo                 | Puntos |
|          | Johan Páez     | Gobernación de Barinas | 31     |
| 2º       | Ralph Monsalve | Gobernación de Barinas | 22     |
| 3º       | Wilmen Bravo   | Gobernación de Barinas | 18     |

### Clasificación sub-23
| Posición | Ciclista       | Equipo                      | Tiempo     |
|          | Jhorman Flores | Fegaven - PDVAL             | 31:51:37   |
| 2°       | Pedro Sequera  | Pdvsa - Café Flor de Patria | + 00:01:08 |
| 3°       | Jesús Vargas   | Fegaven - PDVAL             | + 00:31:40 |

### Clasificación por equipos
| Posición | Equipo                   | Tiempo     |
|          | Kino Táchira - Drodínica | 94:38:25   |
| 2        | Gobernación del Zulia    | + 00:01:08 |
| 3        | Lotería del Táchira      | + 00:07:52 |